# Campaña parta de Septimio Severo
La campaña parta de Septimio Severo fue una guerra entre el Imperio romano y el Imperio parto dirigido por el emperador romano Septimio Severo, que ocupó Seleucia y Babilonia y saqueo Ctesifonte en 197.

## Contexto histórico
La dinastía severa que reinó sobre el Imperio Romano entre fines del siglo II y las primeras décadas del siglo III, de 193 a 235, con una breve interrupción durante el reinado de Macrino entre 217 y 218, tuvo su progenitor en Septimio Severo y en Alejandro Severo su último descendiente. La nueva dinastía nació ende las cenizas de un largo período de guerras civiles, donde otros tres contendientes se enfrentaron además de Septimio Severo: Didio Juliano, Pescennio Niger y Clodio Albino. También hubo una clara referencia a la dinastía Antonina en el nombramiento de los emperadores, cuya razón era la de crear una forma ideal de continuidad con la dinastía anterior, como si no hubiera habido interrupción, ni siquiera con el breve imperio de Pertinax.

### Casus belli
Septimio Severo decidió invadir Osroene en 195, ya que los partos habían ayudado en el curso de 194 a su rival directo a la púrpura imperial, Pescennio Niger, quien había sido derrotado en tres batallas, en Cizico, Nicea e Isso, y cuando intentaba refugiarse entre los partos, fue capturado y ejecutado.

## Fuerzas desplegadas por Roma
Las operaciones de estos años de guerra más allá de eso permitieron al mismo emperador formar tres nuevas legiones:
- Legio I Parthica, Legio II Parthica y Legio III Parthica

Involucraron directamente a otras como:
- La Legio III Cyrenaica, Legio III Gallica, Legio IV Scythica, Legio VI Ferrata, Legio X Fretensis, Legio XII Fulminata, Legio XIII Gemina, Legio XV Apollinaris, Legio XXII Primigenia y Legio XXX Ulpia Victrix

Además de algunas vexillationes de otras legiones como:
- La Legio I Adiutrix, Legio I Italica, Legio I Minervia, II Adiutrix, II Traiana, III Augusta, Legio V Macedonica, Legio VII Claudia, Legio VIII Augusta, Legio XI Claudia Pia Fidelis, Legio XIII Gemina, Legio XXII Primigenia y XXX Ulpia Traiana Victrix.[1]

El número total de fuerzas desplegadas por el Imperio Romano puede haber excedido los 150.000 hombres; de ellos, la mitad estaba compuesta por legionarios, de 24 a 25 legiones, el resto por auxiliares.

## Fases del conflicto

### Primera fase (194-195)
Adiabene y Osroene se habían rebelado contra Roma, poniendo la ciudad de Nisibis bajo asedio. Sin embargo, cuando supieron que Severo había derrotado y ejecutado a Pescenio Niger, decidieron suplicar su perdón, aunque no estaban dispuestos a entregar las guarniciones romanas robadas de Niger. De hecho, exigieron que los romanos dejaran libre el resto de su país, razón por la cual Severo no dudó en declararles la guerra. Septimio Severo, de hecho, dejó Antioquía hacía el Éufrates, cuyo curso cruzó en Zeugma durante ese verano particularmente caluroso, tanto que el ejército romano se arriesgaba a perder numerosos soldados por deshidratación.
Después de un primer enfrentamiento, logró liberar la ciudad de Nisibis, que era evidentemente romana desde tiempos de la campaña de Lucio Vero. Luego decidió dividir su ejército en otras tres columnas, enviando a sus subordinados, Laterano, Leto y Cándido en diferentes direcciones para someter a todas las ciudades que se habían rebelado previamente. Al regresar después de alcanzar su objetivo, Severo nuevamente dividió el ejército entre Leto, Anulino, probablemente ese Publio Cornelio Anulino, cónsul en 175 y 199, y Probo y los envió contra un cierto Arche, evidentemente, un rey de la zona, que puede haber pertenecido a la población de los árabes de la ciudad fortificada de Hatra, asediada al menos dos vez por Severo, incluso después durante la campaña de 197-198.

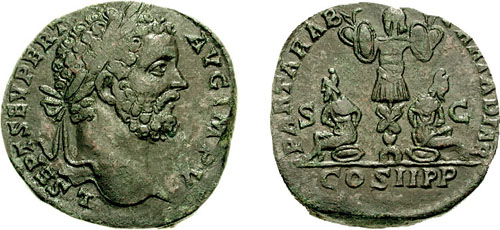
Sestercio acuñado en 195 por Septimio Severo, cuyo retrato laureado mirando a la derecha aparece en el anverso con la leyenda L SEPT SEV PERT AVG IMP V y en el reverso aparecen dos cautivos a los pies de un trofeo militar rodeado por la leyenda PART ARAB PART ADIAB S-C. RIC IV 690a.

Algunas de estas escenas están representadas en el primer panel suroriental del arco de triunfo colocado cerca de la Curia Iulia en el foro romano. Al final de las operaciones de guerra, constituyó la provincia de Mesopotamia, que incluía solo a Osroene y Adiabene, estableciendo dos de las tres nuevas legiones recién creadas allí, las legiones I y III Parthica, bajo al mando de un prefecto de rango ecuestre. Por estos éxitos asumió los títulos de Adiabenicus y Arabicus.

### Segunda fase (197-198)
La segunda campaña se llevó a cabo desde el verano de 197 hasta la primavera de 198.

#### Operaciones de 197
La campaña comenzó debido a un nuevo asedio de los ejércitos partos a la ciudad de Nisibis, que resistió gracias a las habilidades de su comandante, ese Leto que participó en la campaña anterior de 195. Los ejércitos de Severo, con toda su fuerza, una vez más cruzaron el Éufrates cerca de Zeugma y se dirigieron con grandes máquinas de asedio contra Edessa, ciudad que le abrió las puertas como señal de bienvenida y le envió altos dignatarios y banderas como acto de sumisión. El rey de Osroene Abgar VIII, prometió colaborar con tropas para la ofensiva en Mesopotamia.
El rey de los partos, Vologases V, quien recibió la noticia de que Severo se acercaba a Nisibis, decidió levantar el sitio de esta plaza. Mientras tanto, el emperador romano, que había llegado a la ciudad, ahora libre del asedio, tuvo un encuentro inesperado. Dion Casio dice, de hecho, que aquí encontró un enorme jabalí, que había matado a un caballero romano, que había intentado en vano derribarlo. Se necesitaron unos treinta soldados para capturarlo y llevarlo a Severo.

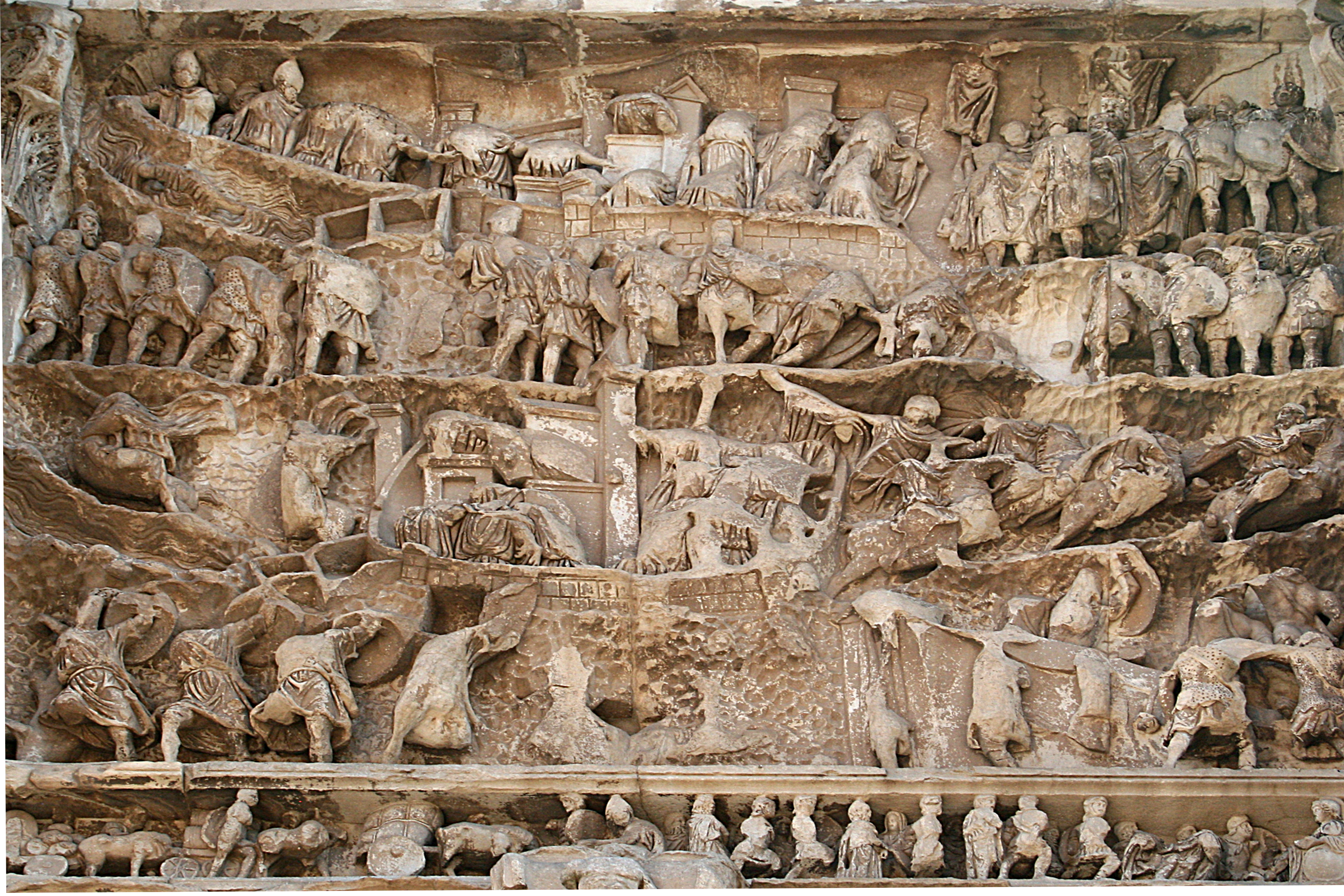
Relieve del Arco de Septimio Severo en Roma en cuyo cuarto panel aparece representada la aproximación del ejército romano a Seleucia y la huida de la caballería parta.

Severo, construyó una flota, navegó el Éufrates con naves extremadamente rápidas y llegó por primera vez a Dura Europos, continuó a Seleucia, que ocupó, después de haber puesto en fuga a la caballería catafracta de los partos. El avance continuó con la captura de Babilonia, que había sido abandonada poco antes por las fuerzas partas y, hacia finales de año, también la capital parta, Ctesifonte, fue sitiada. La ciudad, ahora rodeada, trató en vano de resistir la impresionante maquinaria militar que el emperador romano había logrado armar. Cuando se acercaba la capitulación, el Rey Vologases V abandonó a su familia y huyó al interior de sus territorios. La ciudad fue saqueada y muchos de sus habitantes fueron brutalmente asesinados por soldados romanos, como había sucedido en el pasado en tiempos de Trajano en 116 y Lucio Vero en 165.

#### Operaciones de 198
Severo pasó el invierno cerca de la capital de Partia y hacia febrero-marzo decidió ascender el Tigris para regresar a las fronteras romanas. Durante el regreso intentó en vano por segunda vez asediar la importante fortaleza de Hatra, ya que muchas de sus máquinas habían sido destruidas y muchos de sus hombres resultaron heridos. Se dice que durante esta guerra mató a dos personas importantes. Se trataba de cierto Julio Crispo, un tribuno del Pretorio, que se había quejado de la larga guerra y había citado a Virgilio, recitando "mientras Turno quería casarse con Lavinia, todos morimos sin ser escuchados", refiriéndose a las quejas de los soldados; el otro hombre que ejecutó, esta vez por celos, fue precisamente ese Leto que había defendido Nisibis durante esta campaña, tal vez porque era valiente y amado por los soldados, que habían declarado que no habrían continuado la guerra si Leto no los hubiera dirigido.

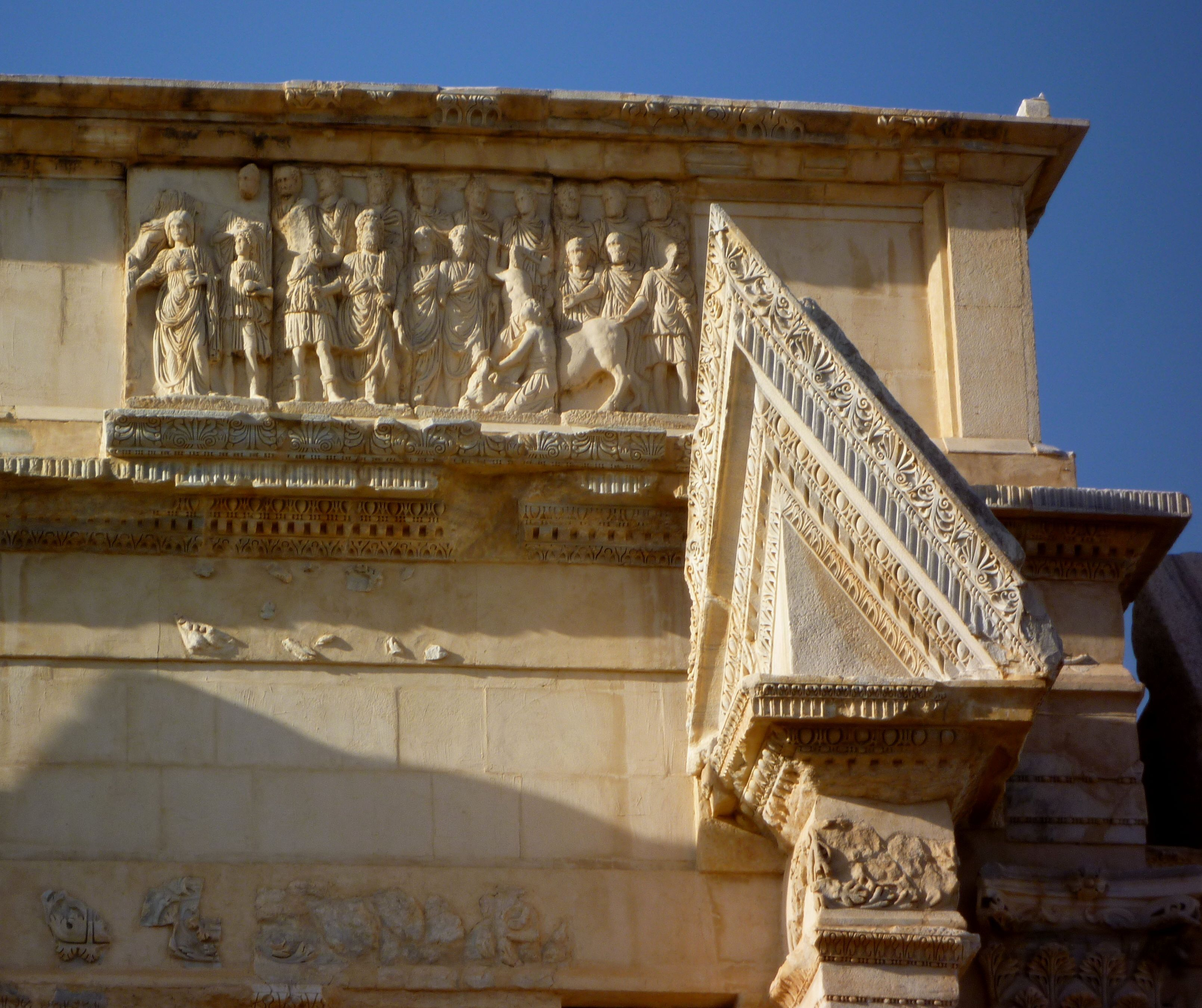
Septimio Severo celebró su triunfo sobre sus enemigos romanos y sobre los partos en 203, cuando regresó a Roma. Así lo recoge el relieve del arco triunfal erigido en Leptis Magna.

Finalmente, Dion Casio informa que Severo decidió poner asedio a la ciudad de Hatra una vez más, trayendo consigo grandes cantidades de comida y máquinas de asedio, pero en esta ocasión se dice que no solo perdió una gran cantidad de dinero para la preparación de la expedición, sino también numerosas máquinas de guerra, aparte de las de cierto Prisco, y también, el propio emperador, durante un ataque contra los muros enemigos, casi arriesgó su vida, finalmente decidió retirarse permanentemente, marchando a Egipto.  Sin embargo, después de estos éxitos, se ganó el apodo de Parthicus maximus.

## Consecuencias

### Reacciones inmediatas
Septimio Severo había logrado recuperar permanentemente el norte de Mesopotamia convirtiéndolo, como lo habían hecho Trajano y Lucio Vero en el pasado, en una nueva provincia romana, pero decidió romper con la política tradicional de colocar como gobernador a un senador y decidió nombrar a su frente un Praefectus Mesopotamiae del orden ecuestre. Por estos éxitos obtuvo el título victorioso de Parthicus maximus, se decretó un Triunfo y se erigió un arco triunfal en el foro romano.

### Impacto en la historia
La recién formada provincia de Mesopotamia permaneció bajo el control romano durante algunas décadas y se convirtió, junto con el Reino de Armenia, en un estado colchón en los siguientes dos siglos, al menos hasta el siglo IV, con la campaña sasánida de Juliano en 363. De hecho, las invasiones siguieron a las retiradas y nuevas invasiones de los ejércitos romanos.